# Cardiochiles saltator
Cardiochiles saltator är en stekelart som först beskrevs av Fabricius 1781.  Cardiochiles saltator ingår i släktet Cardiochiles och familjen bracksteklar. Arten är reproducerande i Sverige. Inga underarter finns listade.